# Universidad Estatal Aeroespacial de Siberia
La Universidad Estatal Aeroespacial de Siberia (en ruso: Сибирский государственный аэрокосмический университет имени академика М Ф Решетнёва, СибГАУ (Sibirski Gosudarstvennyi aerokosmicheski Universitet imeni Reshetniova, SibGAU)) es una universidad rusa, ubicada en Krasnoyarsk. La universidad prepara a especialistas altamente calificados para trabajar en la industria espacial, aviación e ingeniería mecánica.
La universidad fue fundada en 1960, cuando en la URSS se hizo necesaria para los nuevos trabajadores en la esfera espacial. Las primeras cátedras de la Universidad trabajaron bajo la dirección del Rector de la Universidad Politécnica de Krasnoyarsk. En 1989, la universidad se volvió independiente y pasó a llamarse Instituto de Krasnoyarsk de tecnología aeroespacial. A los tres años se le asignó el estatus de Academia Aeroespacial de Siberia. Sólo en 2002 la universidad recibió el nombre actual.